# Cantone di Dunkerque-Ovest
Il Cantone di Dunkerque-Ovest era una divisione amministrativa dell'arrondissement di Dunkerque.
È stato soppresso a seguito della riforma complessiva dei cantoni del 2014, che è entrata in vigore con le elezioni dipartimentali del 2015.
Comprendeva parte della città di Dunkerque (compreso il comune associato di Saint-Pol-sur-Mer) e il comune di Cappelle-la-Grande.